# BRITE
Program Brite (ang. Basic Resarch in Information Technologies for Europe) - Badania Podstawowe w Zakresie Technologii Informatycznych dla Europy - program Unii Europejskiej zainicjowany w 1985 r. celem wspierania badań naukowych w zakresie nowych technologii i ich wspierania. Został zaplanowany na 4 lata i zakończył się w 1989 r. Miał on stymulować współpracę pomiędzy różnymi gałęziami przemysłu w państwach Wspólnot Europejskich. Brite to akronim od pełnej angielskiej nazwy programu.
Program łączył przedsiębiorstwa, szkoły wyższe oraz instytuty badawcze i podejmował współpracę w następujących dziedzinach nowych technologii:
- polimery,
- technologia laserowa,
- modele matematyczne,
- nowe surowca,
- katalizatory,
- technologie membranowe.

Jako pierwsze z tego programu skorzystały małe i średnie przedsiębiorstwa. Program obejmował 12 krajów członkowskich Unii Europejskiej: Belgia, Dania, Francja, Grecja, Hiszpania, Holandia, Irlandia, Luksemburg, Niemcy, Portugalia, Włochy, Wielka Brytania i kraje EFTA: Islandia, Liechtenstein, Norwegia.